# Sarıbaşak, Karakoçan
Sarıbaşak là một xã thuộc huyện Karakoçan, tỉnh Elâzığ, Thổ Nhĩ Kỳ. Dân số thời điểm năm 2011 là 173 người.